# 아이신기오로 피양구
아이신기오로 피양구 (愛新覺羅 費揚果 또는 費揚古, 만주어: ᡶᡳᠶᠠᠩᡤᡡ, 묄렌도로프: Fiyanggū, 청: Fiyanggv; 1620년 ~ ?)는 누르하치의 16번째 아들이자, 막내아들이다. 피양구는 천명 5년 (1620년) 10월에 태어났으며, 생모는 서비 달인찰 (또는 덕인택으로 불림)이다. 피양구는 홍타이지 때, 죄를 지어 사형을 받고, 종적을 삭탈당했다. 강희 52년 (1713년), 홍대자(紅帶子)로 추서되었고, 아들 네명을 두었다.

## 가족
|      | 이름(성씨)                 | 배우자                  | 생몰년도         | 생모                | 자식                                                 | 내용                                                                                   |
| ---- | -------------------------- | ----------------------- | ---------------- | ------------------- | ---------------------------------------------------- | -------------------------------------------------------------------------------------- |
| 부   | 누르하치                   |                         | 1559년 ~ 1626년  |                     |                                                      | 청 태조                                                                                |
| 모   | 서비 달인찰                |                         | ? ~ 1626년       |                     |                                                      | 누르하치 사후 순장당함                                                                 |
| 아내 | 이르건기오로씨             |                         |                  |                     |                                                      | 바투루이양의 딸                                                                        |
| 아들 | 일등시위 운기위 나태(納泰) | 첩 서씨 (서달의 딸)     | 1632년 ~ 1674년  | 적처 이르건기오로씨 | 1남 운기위 아무르투 (阿穆爾圖)                       | 둘째 아들로 태어남. 강희 13년 11월 16일 유시(酉時)에 47세의 나이로 사망                |
| 아들 | 삼등시위 운기위 재계(材桂) | 적처 대가씨 (옹애의 딸) | 1636년 ~ 1684년) | 적처 이르건기오로씨 | 1남 운기위 아라부탄 (阿喇布坦) 손자 나이아함(尼雅罕) | 숭덕 원년 1월 16일 사시(巳時)에 태어남. 강희 23년 7월 6일 48세의 나이로 사망.          |
| 아들 | 아태 (阿泰)                |                         | 1638년 ~ 1643년  | 적처 이르건기오로씨 |                                                      | 숭덕 3년 5월 19일 유시(酉時)에 태어남. 숭덕 8년 8월 18일에 5살의 나이로 요절.          |
| 아들 | 아태 (雅泰)                |                         | 1639년 ~ 1643년  | 적처 이르건기오로씨 |                                                      | 숭덕 4년 6월 9일 술시(戌時)에 태어남. 숭덕 8년 6월 12일 진시(辰時)에 4살의 나이로 요절 |
| 딸   | 아이신기오로씨             |                         | 1631년 ~ ?       |                     |                                                      | 천총 5년 3월 23일에 태어남                                                             |
| 딸   | 아이신기오로씨             |                         | 1641년 ~ ?       |                     |                                                      | 숭덕 6년 8월 27일에 태어남                                                             |